# Ixos mcclellandii
Ixos mcclellandii é uma espécie de ave da família Pycnonotidae.
Pode ser encontrada nos seguintes países: Bangladesh, Butão, Camboja, China, Hong Kong, Índia, Laos, Malásia, Myanmar, Nepal, Tailândia e Vietname.
Os seus habitats naturais são: florestas subtropicais ou tropicais húmidas de baixa altitude.